# Erika Blenher
Erika Blenher (Ciudad de México,19 de septiembre de 1974) es una actriz mexicana conocida por sus trabajos en TV y Cine en especial en programas de comedia como Cero En Conducta y La Casa de la Risa y en programas Unitarios de Televisa.

## Filmografía

### Programas de TV[3]
- Esta Historia Me Suena (2020-2022)
- Como Dice El Dicho (2011-2025)
- La Rosa De Guadalupe (2008-presente)
- Que Madre Tan Padre (2006)
- La Casa de la Risa (2003-2005)
- Mujer Casos de la vida real (2001-2005)
- La Otra (2002)
- Cero en Conducta (Virginia del Hoyo/Ricarda de los Montes) (1999-2003)
- La Güereja y algo más (1998)

### Películas
- Los Verduleros Atacan de Nuevo (1999)
- Venganza contra el reloj (1999)
- Duelo de Razas (1999)
- Traficantes de Laredo (1998)
- Secuestro: Aviso de muerte (1998)
- La leyenda del caballo negro (1998)
- La mafia nunca muere (1997)
- Destino traidor (1997)
- Abuso en el Rancho (1997)
- Campeón (1997)
- La cuchufleta (1995)